# Antonio Cárdenas Rodríguez
Antonio Cárdenas Rodríguez (Gral. Cepeda, Coahuila; 6 de octubre de 1903 - 4 de julio de 1969) fue un militar mexicano condecorado por los Estados Unidos, el gobierno de las Filipinas y por el gobierno mexicano. Actuó como comandante de la Fuerza Aérea Expedicionaria Mexicana que combatió en la Segunda Guerra Mundial parte de la Guerra del Pacífico como comandante del Escuadrón 201, que combatieron en la batalla de Luzón en Filipinas.

## Antecedentes
Participó en la campaña del Yaqui, en el Estado de Sonora y en la campaña contra los cristeros en los Estados de Jalisco y Colima.
Fue uno de los pilotos seleccionados para enlazar la Ciudad de México con la de Nuevo Laredo para el servicio postal aéreo de la Secretaría de Comunicaciones y Obras Públicas.
El coronel P.A. Antonio Cárdenas Rodríguez realizó un vuelo sin escalas de la Cd. de Oakland, California, EE. UU., a Cerro Loco, Oaxaca e inició un vuelo de buena voluntad por diversos países de América Latina, con escalas a las Repúblicas de Centro y Sudamérica. Recorrió casi 35 mil km en 118 h de vuelo a bordo de un avión Lockheed 12 (propiedad de la Secretaría de Comunicaciones y Obras Públicas), bautizado con el nombre de “Presidente Carranza” regresando a la capital mexicana el 13 de septiembre de 1940.
Como Tte. Cor. P.A. trasladó los restos del autor de la música del Himno Nacional Mexicano, Jaime Nunó, de los EE. UU. (Búfalo, Nueva York) a México.

## Trayectoria militar
Desempeñó diferentes cargos y comisiones, sobresaliendo los siguientes:
- Profesor de Táctica Aérea en la Escuela Militar de Aplicación de Aeronáutica.
- Probador de Aviones Militares en el Departamento de Aeronáutica (Piloto de pruebas).
- Primer Regimiento Aéreo.
- Estado Mayor de la Secretaría de Guerra y Marina.
- Observador Militar en el Teatro de Operaciones de África del Norte.
- Jefe del Grupo de Perfeccionamiento en los Estados Unidos. antes de que México entrara a la Segunda Guerra Mundial.
- Comandante de la Fuerza Aérea Expedicionaria Mexicana.
- Jefe de la Dirección de Aeronáutica Militar/Jefe de la Fuerza Aérea Mexicana.
- Bajo su mando se clausuraron las instalaciones en los campos de Balbuena y recibió al presidente de la república Miguel Alemán Valdés quien inauguró las instalaciones en la BAM n.º 1 en Santa Lucía en 1952.

Cárdenas Rodríguez se retiró de la fuerza aérea con el grado de general de división.

## Condecoraciones extranjeras
Obtuvo las siguientes condecoraciones en el extranjero:
- “Cruz de 1.ª clase” del Gobierno Español.
- “Orden Carlos Manuel de Céspedes” de la República de Cuba.
- “Cruz de Servicios Distinguidos” de la República de Nicaragua.
- “Orden Balboa” de la República de Panamá.
- “Abdón Calderón” de 2.ª clase, otorgada por el Gobierno de Ecuador.
- “Orden Nacional de la Cruz del Sur” de la República de Brasil.
- “Mérito Militar de 2.ª clase”, por su distinguida labor técnica profesional desarrollada en beneficio de la Fuerza Aérea Mexicana.
- “Servicio en el Lejano Oriente” por haber participado en la II Guerra Mundial.
- “Legión del Mérito” con grado de Oficial, concedida por el gobierno estadounidense, bajo instrucciones precisas del Gral. Douglas MacArthur.
- Diploma “por haber cruzado la Línea del Ecuador”, 1.º de mayo 1943.
- “liberación de las filipinas”, otorgada por el gobierno de las Islas Filipinas.